# Iwan Wrona
Iwan Iwanowycz Wrona (ukr. Іван Іванович Врона; ros. Ива́н Ива́нович Вро́на; ur. 28 września 1887 w Otroczu, zm. 5 stycznia 1970 w Kijowie) – radziecki prawnik, historyk sztuk pięknych, malarz i polityk.

## Życiorys
W 1907 wstąpił do Partii Socjalistów-Rewolucjonistów-Maksymalistów, w latach 1912-1914 uczył się na studiach malarskich K. Juona w Moskwie, w 1914 ukończył studia na Wydziale Prawnym Uniwersytetu Moskiewskiego. Pracował jako naczelnik brygady sanitarnej, kontroler związku ziemskiego i pomocnik radcy prawnego kijowskiego okręgu komunikacji wodnej, 1918-1920 studiował na Wydziale Malarskim Ukraińskiej Akademii Sztuk Pięknych. W 1919 był komisarzem ds. likwidacji mienia cerkiewnego, członkiem kolegium prokuratorów Kijowskiego Gubernialnego Trybunału Rewolucyjnego i członkiem kolegium prokuratorów Najwyższego Sądu Kasacyjnego Ukraińskiej SRR, a 1919-1920 członkiem kijowskiego gubernialnego oddziału sprawiedliwości i członkiem Ukraińskiej Partii Socjalistów-Rewolucjonistów-Borotbistów. W 1920 został członkiem RKP(b), w czerwcu 1920 został przewodniczącym wołyńskiego gubernialnego komitetu KP(b)U i wołyńskiego gubernialnego komitetu rewolucyjnego, 1920-1921 był przewodniczącym wołyńskiej gubernialnej inspekcji robotniczo-chłopskiej, potem zastępcą przewodniczącego komitetu wykonawczego wołyńskiej rady gubernialnej. W 1921 został zastępcą kierownika sektora sztuk pięknych Ludowego Komisariatu Oświaty Ukraińskiej SRR, następnie kierownikiem Wydziału Edukacji Malarskiej Ludowego Komisariatu Oświaty Ukraińskiej SRR, do 1924 kierował Wydziałem Organizacyjnym Ludowego Komisariatu Spraw Wewnętrznych Ukraińskiej SRR, 1924-1930 był rektorem Kijowskiego Instytutu Sztuk Pięknych. Jednocześnie 1925-1928 był p.o. dyrektora Muzeum Sztuk Wszechukraińskiej Akademii Nauk, 1925-1933 pracownikiem naukowym Katedry Naukowo-Badawczej Historii Sztuk Pięknych i Wszechukraińskiego Towarzystwa Uniwersytetów Marksistowsko-Leninowskich, a 1926-1930 przewodniczącym Towarzystwa Sztuki Rewolucyjnej Ukrainy i przewodniczącym Wyższej Komisji Repertuaru Kinowego przy Ludowym Komisariacie Sprawiedliwości Ukraińskiej SRR. W latach 1930–1933 wykładał w Kijowskim Instytucie Kinematografii, Instytucie Muzyczno-Dramatycznym i Kijowskim Instytucie Artystycznym, jednocześnie 1930-1932 kierował kijowską filią Wydawnictwa Państwowego Ukraińskiej SRR, a do 1933 kierował Sektorem Literatury i Sztuki Kijowskiego Komitetu Obwodowego KP(b)U.
W 1933 został wykluczony z WKP(b), 12 lipca 1933 aresztowany, następnie skazany na 5 lat pozbawienia wolności, do sierpnia 1936 karę odbywał w łagrze. Po zwolnieniu od 1936 pracował w Moskwie jako grafik-retuszer, a 1939 starszy pracownik naukowy Muzeum Artystyczno-Historycznego w Zagorsku, 1939-1941 nauczał w szkole średniej w Możajsku, a 1941-1942 w Tatarskiej ASRR, 1942-1944 wykładał w Uniwersytecie Państwowym w Taszkencie. W 1943 został zrehabilitowany, 1944-1950 był starszym pracownikiem naukowym Instytutu Historii Sztuki, Folkloru i Etnografii Akademii Nauk Ukraińskiej SRR, 1945-1947 wykładowcą i kierownikiem katedry historii sztuki Kijowskiego Instytutu Artystycznego, a 1945-1952 pracownikiem naukowym Instytutu Historii i Teorii Architektury Akademii Architektury Ukraińskiej SRR. Od 1956 do końca życia kierował sektorem Naukowo-Badawczego Instytutu Teorii, Historii Architektury i Techniki Budowlanej Akademii Budownictwa i Architektury Ukraińskiej SRR, 1958 odzyskał członkostwo w partii.